# Groupe Mach
Avec un portefeuille de plus de 230 immeubles représentant 40 millions de pieds carrés, le Groupe MACH est l’un des plus importants propriétaires et promoteurs immobiliers privés du Canada. MACH développe actuellement plus de 15 millions de pieds carrés de projets dont certains, tels que le Quartier des lumières, sont d’envergure internationale. Depuis sa fondation, en 2000, MACH investit de façon permanente dans les communautés et intègre le logement social et des principes de gestion responsable et durable dans tous ses projets. Son approche intégrée comprend le développement immobilier, la gestion, les services immobiliers et la construction. 
Le parc immobilier MACH comprend, entre autres, certains immeubles phares du Québec dont l’Édifice Sun Life, le 1000 De La Gauchetière, la Place Victoria et la Tour KPMG à Montréal, ainsi que la Place de la Cité, le Complexe Jules-Dallaire et la Place de la Hauteville dans la capitale nationale. Ces dernières années, MACH a obtenu de nombreuses récompenses, nationales et internationales, pour son innovation en matière de développement durable et de design, et de qualité de construction.

## Liste non exhaustive des projets majeurs
1. Projet de développement immobilier sur le terrain de Radio-Canada à Montréal[1]
2. Redéveloppement des ateliers ferroviaires du Canadien National dans Pointe-Saint-Charles
3. Hôtel Le Saint-James à Montréal
4. Innoparc Albatros, à Saint-Eustache[2]
5. Pôle Roland-Therrien, Longueuil[3]

### Sites externes
Site officiel du Groupe Mach